# درویش محمدخان روملو
درویش محمدخان روملو از امرای قزلباش طایفه روملو می‌باشد. وی در نبرد محاصره قلعه نیشابور (۱۵۸۱ میلادی) ابتدا از  علی‌قلی‌بیگ گورکان شاملو و مرشد قلی‌خان سلطان استاجلو  شکست می‌خورد ولی پایداری وی باعث حفظ این قلعه و نهایتا" عقب‌نشینی علی‌قلی‌بیگ گورکان شاملو و مرشد قلی‌خان سلطان استاجلو و سپاهیان‌ ایشان به هرات می‌شود.